# Кош (грађевина)
Кош је грађевина чија је превасходна намена чување кукуруза у клипу. Кошеви се граде у свим крајевима Европе у којима се гаји кукуруз, па ни наша земља по томе није изузетак. Једино се разликује начин градње: у планинским крајевима Србије је кош најчешће био од плетера (прављен је тако што би се пруће наизменично провлачило између усправних дасака, одатле и назив); у другим крајевима је обично читав од размакнутих летава.
Кош никада није потпуно затворен, јер оваква грађа омогућава струјање ваздуха који суши кукуруз и спречава буђање.
Зидови испод коша називају се тумбасима.